# Micranthocereus albicephalus
Micranthocereus albicephalus là một loài thực vật thuộc họ Cactaceae. Đây là loài đặc hữu của Brasil. Môi trường sống tự nhiên của chúng là vùng cây bụi khô khu vực nhiệt đới hoặc cận nhiệt đới and vùng nhiều đá. Chúng hiện đang bị đe dọa vì mất môi trường sống.

## Hình ảnh

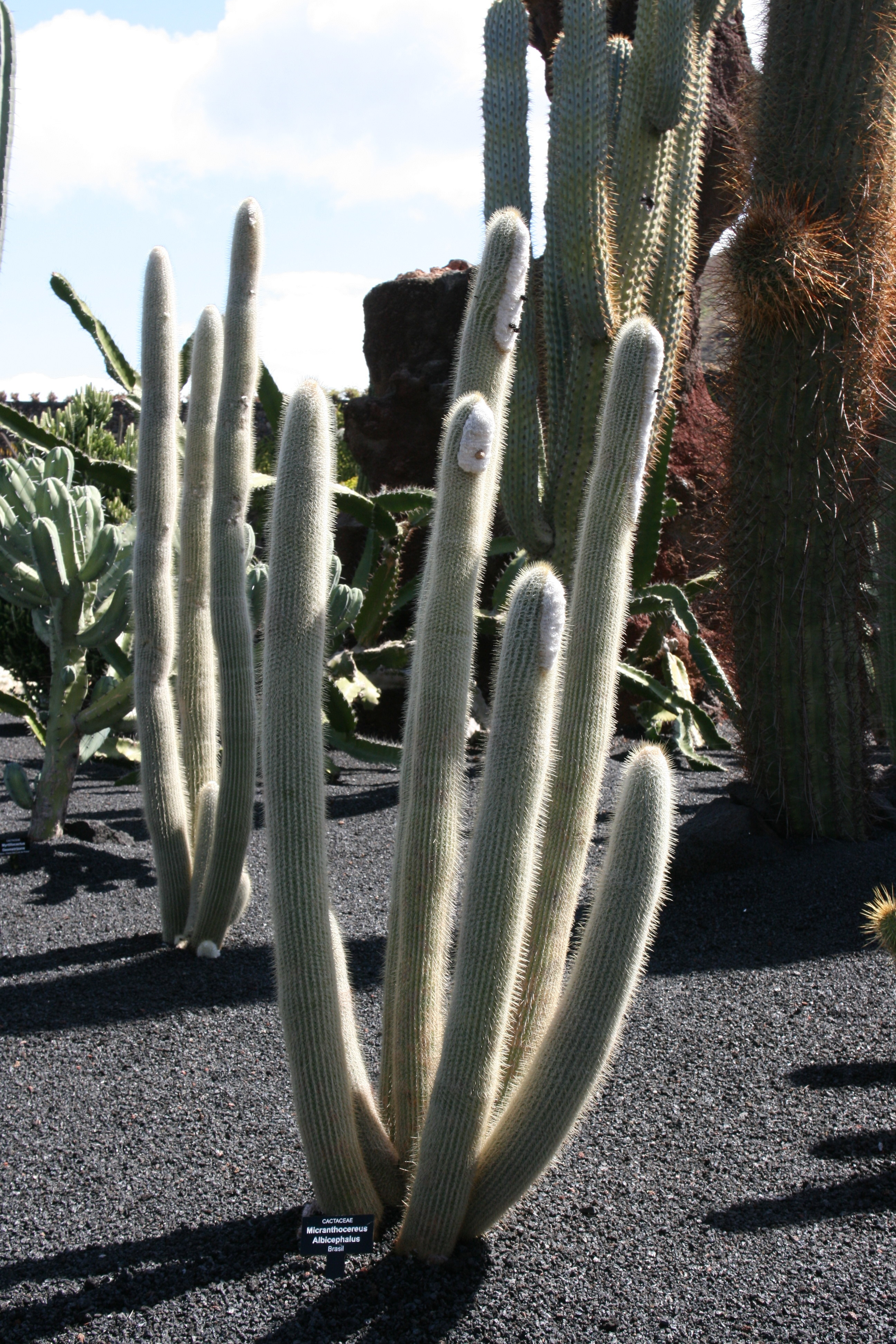
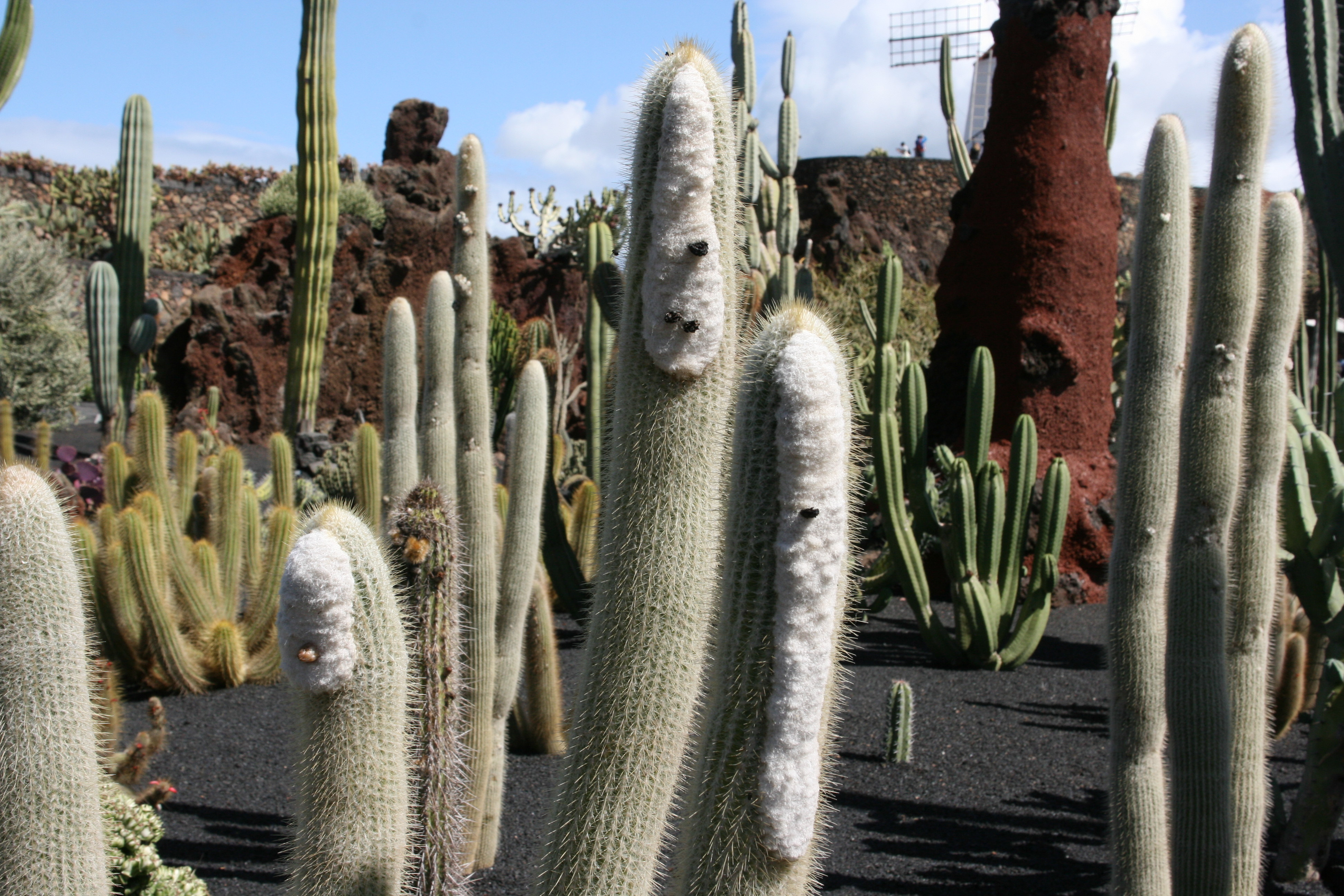
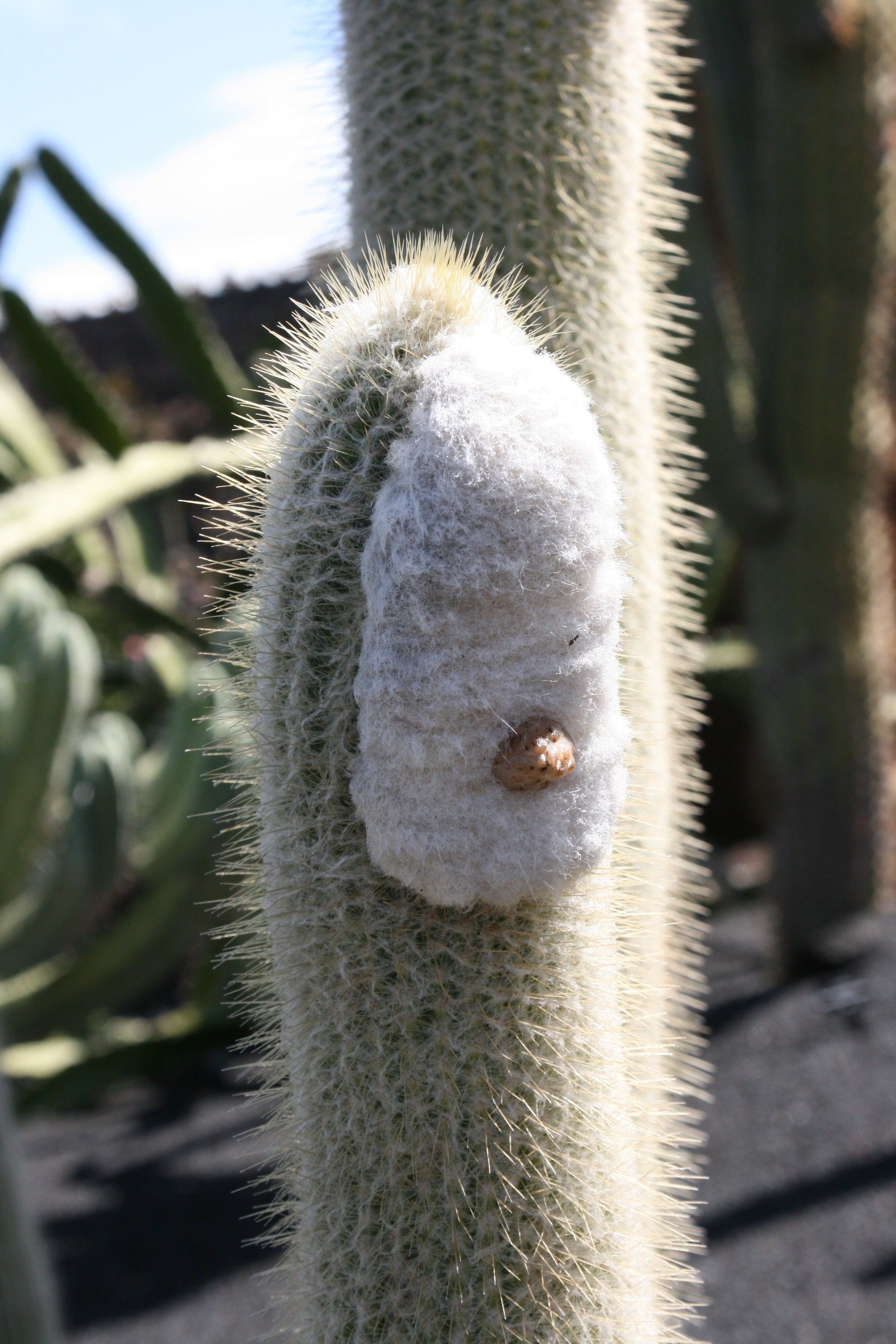
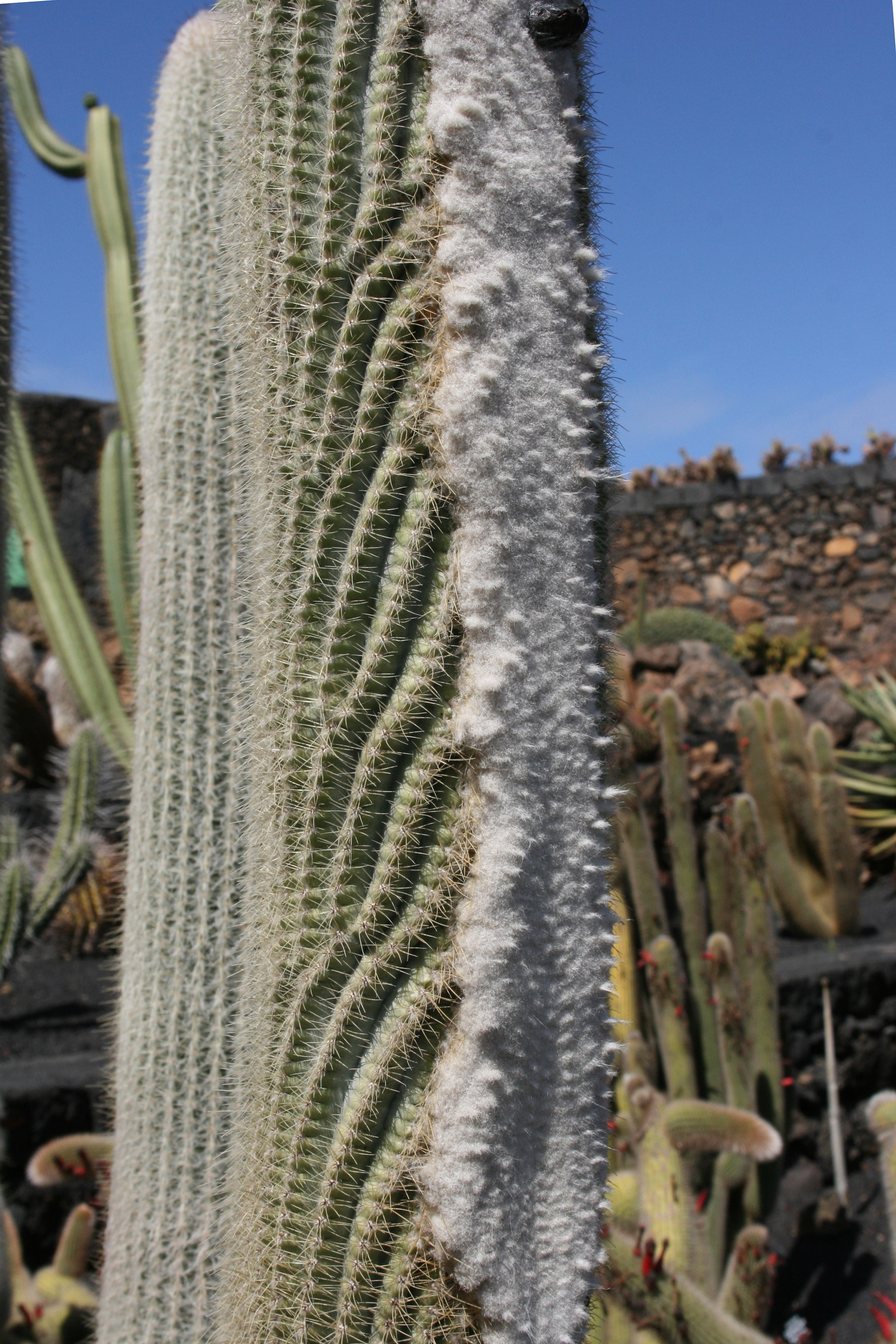